# Bruno Kreisky Forum

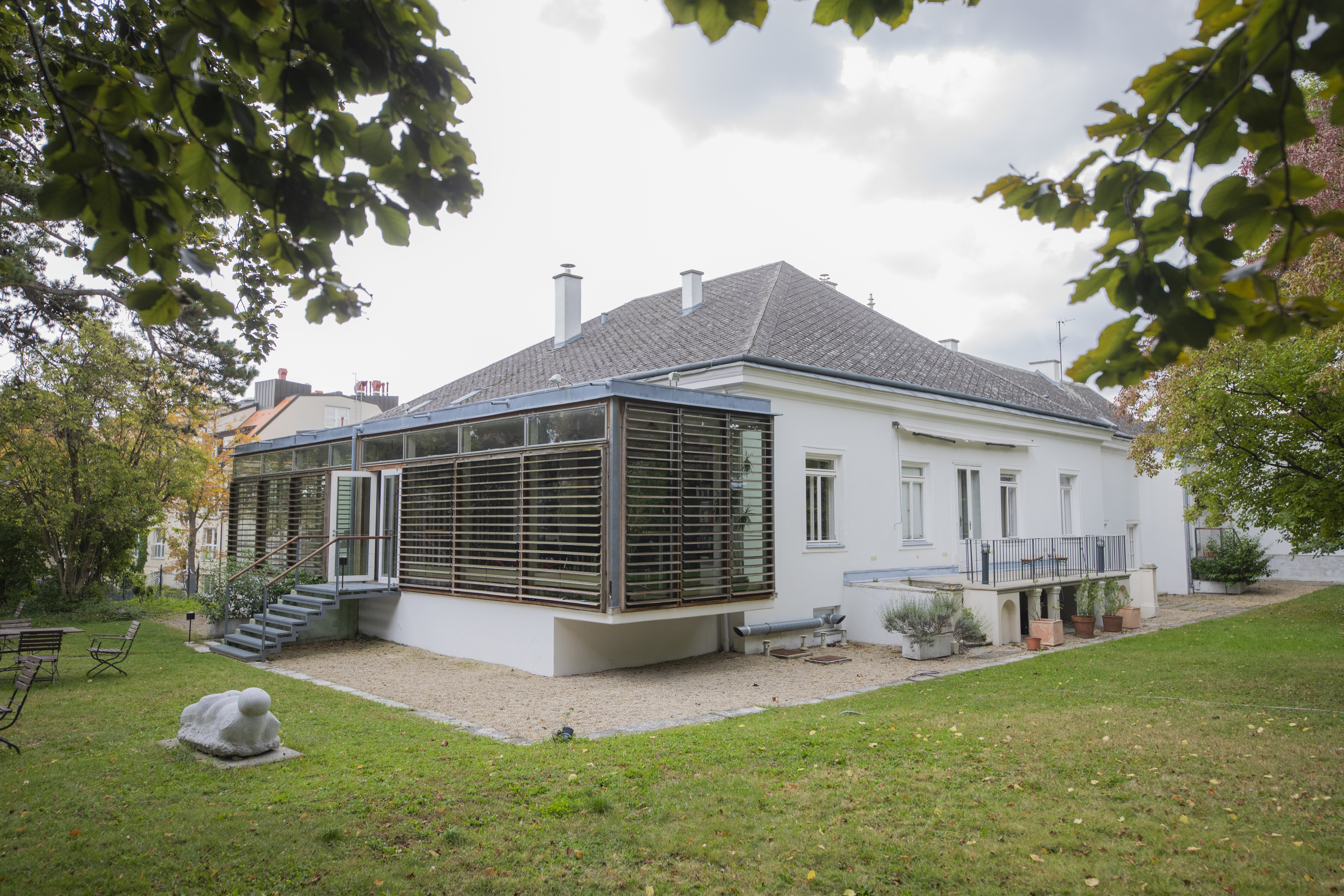
Bruno Kreisky Forum

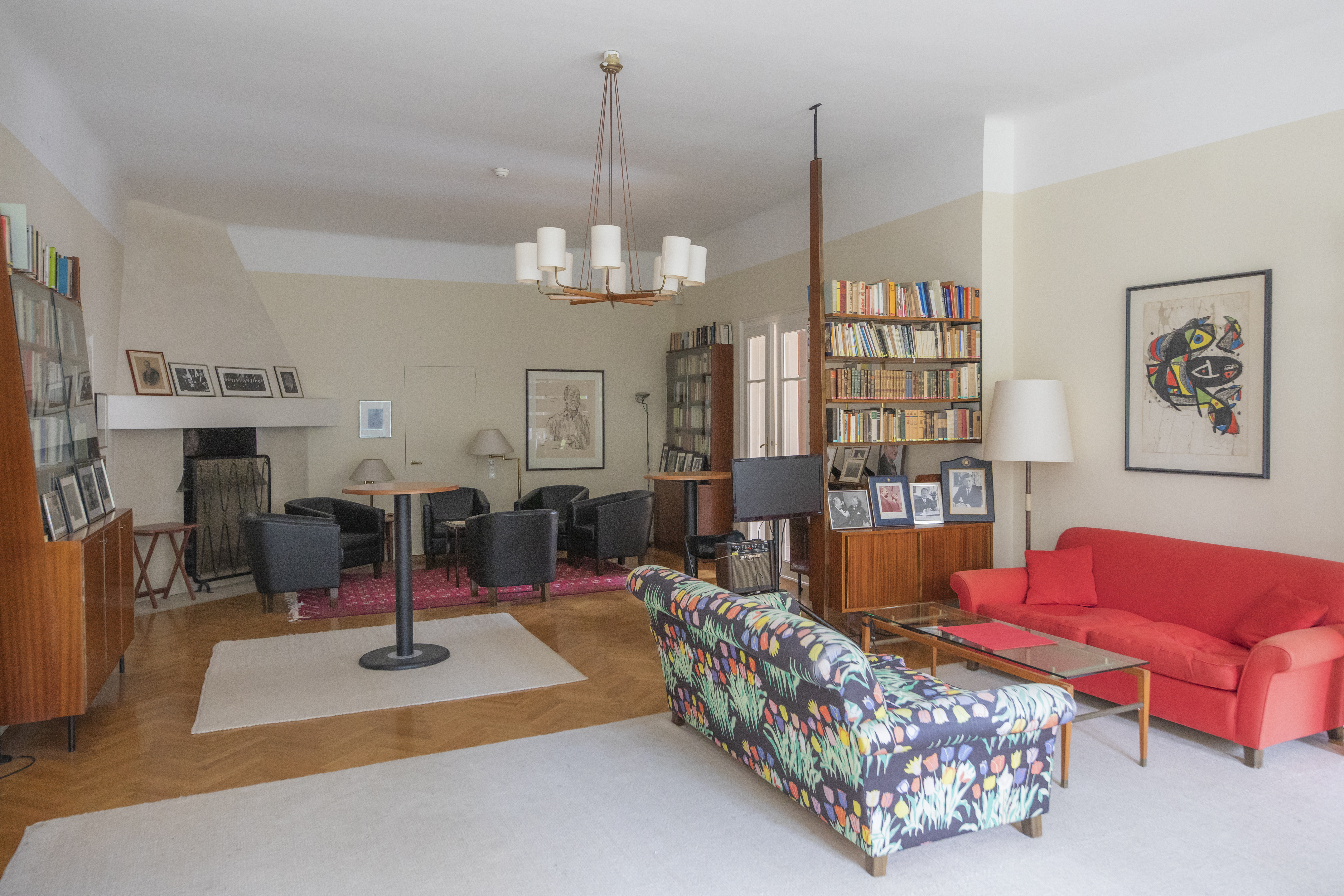
Wohnzimmer von Bruno Kreisky

Das Bruno Kreisky Forum für internationalen Dialog ist „ein europäischer Ort des Denkens“ in Wien. Zu diesem Zweck werden regelmäßig aus aller Welt anerkannte Politiker, Meinungsbildner sowie Vertreter aus Wirtschaft und Wissenschaft eingeladen, um im Sinne Bruno Kreiskys Ideen und Meinungen auszutauschen und mögliche Lösungen für bedeutende Probleme und Konflikte zu finden.
Die Gründung erfolgte 1991, ein Jahr nach Kreiskys Tod. Die ehemalige Villa Kreiskys in der Armbrustergasse 15, 1190 Wien, wurde angekauft und mit Vortragssaal und Seminarräumen ausgestattet. 1993 erfolgte die offizielle Eröffnung durch den damaligen Bundeskanzler Franz Vranitzky und die Herausgeberin der Zeit, Marion Gräfin Dönhoff. Der Sohn Peter Kreisky saß bis zu seinem Tod Ende 2010 im Beirat.
Die Finanzierung erfolgt durch die Stadt Wien, die Republik Österreich, die Oesterreichische Nationalbank und private Sponsoren wie zum Beispiel der Karl Kahane Stiftung.